# Ali Mahamat
Ali Hissein Mahamat (5 gennaio 2000) è un mezzofondista ciadiano.

## Biografia
Detiene i record nazionali del Ciad sui 3000 m piani e sui 5000 m piani, entrambi stabiliti nel 2019, anno in cui ha anche partecipato ai Giochi Panafricani, gareggiandovi nei 5000 m piani; nel 2018 aveva invece partecipato ai Campionati Africani, sia nei 5000 m piani che nei 10000 m piani.

## Palmarès
| Anno | Manifestazione     | Sede    | Evento        | Risultato | Prestazione | Note             |
| ---- | ------------------ | ------- | ------------- | --------- | ----------- | ---------------- |
| 2018 | Mondiali juniores  | Tampere | 10000 m piani | 7º        | 13'50"60    |                  |
| 2018 | Africani           | Asaba   | 5000 m piani  | 19º       | 14'59"67    |                  |
| 2018 | Africani           | Asaba   | 10000 m piani | 10º       | 31'12"18    |                  |
| 2019 | Giochi Panafricani | Rabat   | 5000 m piani  | 22º       | 14'47"21    |                  |
| 2019 | Africani juniores  | Abidjan | 5000 m piani  | 8º        | 13'55"60    | Record nazionale |
| 2022 | Mondiali           | Eugene  | 5000 m piani  | dns       | dns         |                  |

## Altre competizioni internazionali
2018
- 30º alla Stramilano ( Milano) - 1h09'49"

2019
- 15º al Meeting Internazionale Città di Nembro ( Nembro), 3000 m piani - 8'15"57
- 22º alla Stramilano ( Milano) - 1h09'53"